# Большой Немдеж
Большой Немдеж (мар. Кугу Немдыж) — деревня в Оршанском районе Республики Марий Эл. Входит в состав Шулкинского сельского поселения.

## География
Находится в северной части республики Марий Эл на расстоянии приблизительно 18 км по прямой на восток-северо-восток от районного центра посёлка Оршанка.

## История
Известна с 1829 года как деревня с 7 дворами и 85 жителями. В 1848 году проживали 129 человек, мари, в 1866 21 и 146 соответственно, в 1891 27 и 150, в 1921 219 человек, в 1932 238, в 1975 было 37 хозяйств и 131 человек, в 1993 21 и 31. В 2004 году оставалось 26 домов, в том числе 10 дачных. В советское время работали колхозы «Немдеж», им. Сталина, позднее КДСХП «Лужбеляк».

## Население
Население составляло 27 человека (мари 100 %) в 2002 году, 13 в 2010.